# Whycocomagh Bay
Whycocomagh Bay (do 5 października 1950 część St. Patrick Channel, do 3 maja 1951 – St. Patrick’s Channel) – zatoka w kanadyjskiej prowincji Nowa Szkocja, w hrabstwach Inverness i Victoria, na zachód od kanału St. Patricks Channel; nazwa St. Patrick Channel urzędowo zatwierdzona (dla całego akwenu na południe i zachód od wsi Baddeck) w 1924 (potwierdzone 1 września 1949), Whycocomagh Bay do 22 grudnia 1975 lub 23 lutego 1976 stanowiła część powyższego akwenu (od 14 sierpnia 1962 pod nazwą St. Patricks Channel).